# Daniel Tarone
Daniel Tarone, né le 26 octobre 1975, est un joueur de football suisse. 